# Jeux du Canada d'été de 1985
Les Jeux du Canada d'été de 1985 sont des compétitions sportives qui ont opposé les provinces et les territoires du Canada au cours de l'été 1985.
Les Jeux du Canada sont présentés tous les deux ans, en alternance l'hiver et l'été. En 1985, les jeux ont eu lieu à Saint-Jean au Nouveau-Brunswick du 11 août au 24 août 1985.

## Tableau des médailles
| Province                  | Or | Argent | Bronze | Total |
| ------------------------- | -- | ------ | ------ | ----- |
| Alberta                   | 12 | 11     | 21     | 44    |
| Colombie-Britannique      | 31 | 30     | 20     | 81    |
| Manitoba                  | 2  | 6      | 7      | 15    |
| Île du Prince-Édouard     | 0  | 1      | 0      | 1     |
| Nouveau-Brunswick         | 3  | 4      | 7      | 14    |
| Nouvelle-Écosse           | 5  | 12     | 11     | 28    |
| Ontario                   | 56 | 37     | 24     | 117   |
| Québec                    | 24 | 36     | 38     | 98    |
| Terre-Neuve-et-Labrador   | 0  | 0      | 2      | 2     |
| Territoires du Nord-Ouest | 0  | 0      | 0      | 0     |
| Saskatchewan              | 4  | 0      | 7      | 11    |
| Yukon                     | 0  | 0      | 0      | 0     |